# Космічні чистильники
Космічні чистильники (кор. 승리호) — південнокорейський космічний вестерн 2021 року режисера Чо Сон Хі, вперше випущений на «Netflix» 5 лютого 2021 року.

## Про фільм
2092 року Земля стала майже непридатною для життя. Корпорація «UTS» будує новий орбітальний будинок для людства. Цей орбітальний дім імітує екосистему Землі. Однак лише небагатьом з еліти дозволено піднятися і стати громадянами.
Команда космічного сміттєприбирального корабля «Перемога» одного разу знаходить на вигляд невинну людиноподібну робота-дитину. Як з'ясовується, це створіння є зброєю масового ураження. Тепер чистильники мають вирішити долю знахідки.

## Знімались
| Актор           | Роль |
| --------------- | ---- |
| Сон Чжун Кі     |      |
| Кім Тхе Рі      |      |
| Чін Сон Кю      |      |
| Ю Хе Чжин       |      |
| Річард Армітедж |      |
| Кім Му Йол      |      |
| Кім Хян Гі      |      |
| Анупам Тріпаті  |      |
| Бамбаджан Бамба |      |